# Robin Curtis (Medienwissenschaftlerin)

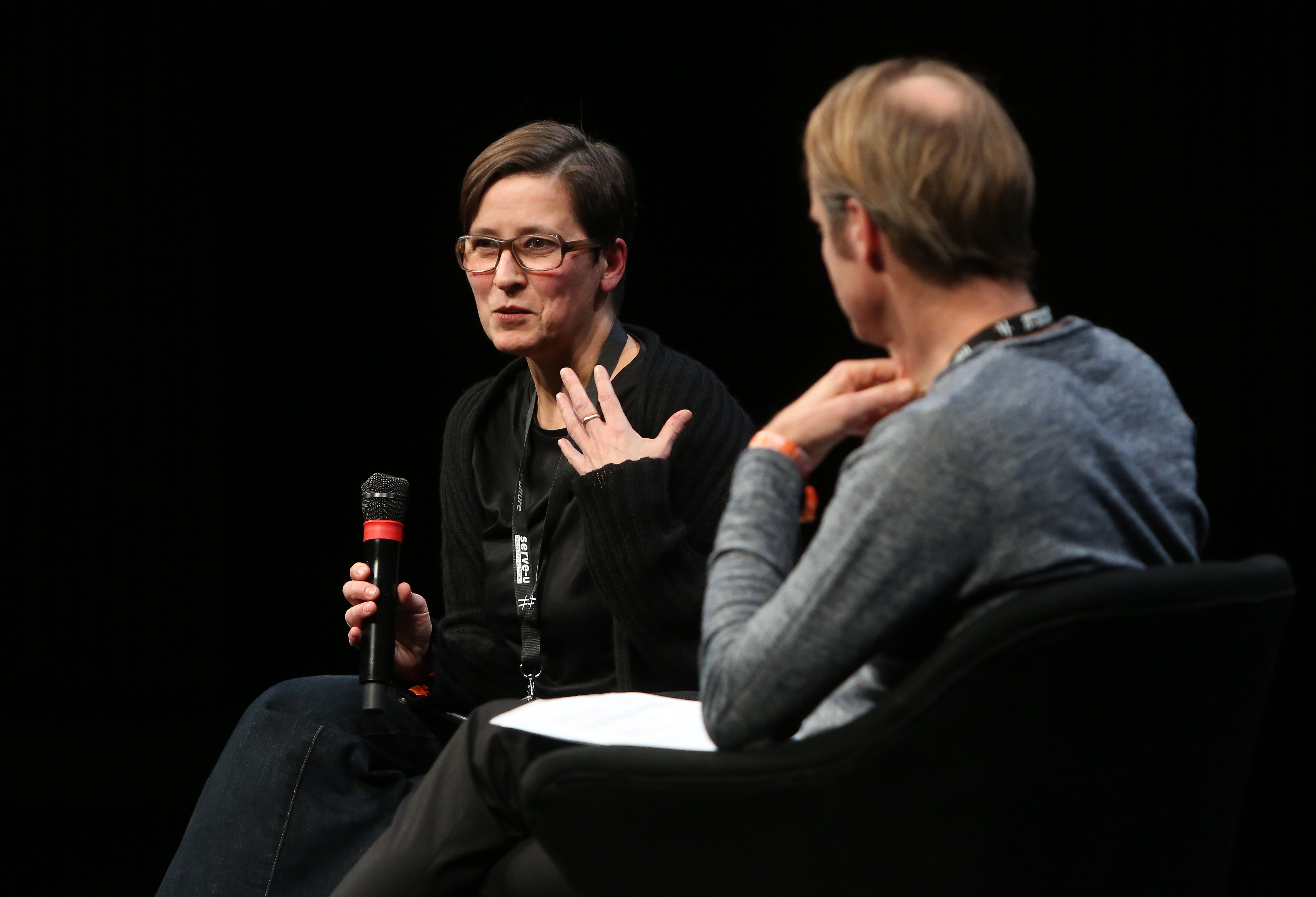
Robin Curtis und Florian Wüst während einer Podiumsdiskussion der Transmediale 2019 in Berlin

Robin Curtis (* 1964 in Toronto) ist eine kanadische Medienkulturwissenschaftlerin und Hochschullehrerin.

## Leben
Von 1984 bis 1989 absolvierte Robin Curtis einen Bachelor in Cinema Studies und German Languages and Literature an der University of Toronto. Anschließend studierte sie von 1989 bis 1996 Theaterwissenschaft und Nordamerikastudien an der Freien Universität Berlin und schloss den Studiengang mit einer Magisterarbeit zu Film und Gedächtnis: Lakunae der Geschichte(n) ab. 1997 wurde sie wissenschaftliche Mitarbeiterin in der AV Medienwissenschaft Abteilung der Hochschule für Film und Fernsehen Potsdam-Babelsberg. Von 2002 bis 2010 war sie wissenschaftliche Mitarbeiterin im Sonderforschungsbereich Kulturen des Performativen an der FU Berlin. Nach der Promotion 2003 ebenda bei Gertrud Koch zum Thema Situating the Self: Visceral Experience and Anxiety in the German Non-Fictional Autobiographical Film war sie von 2008 bis 2011 Feodor-Lynen-Stipendiatin der Alexander-von-Humboldt-Stiftung. Nach der Habilitation mit der Arbeit Filmische Immersion lehrte sie von 2012 bis 2017 als Professorin auf Zeit für Theorie und Geschichte der audiovisuellen Medien an der Universität Düsseldorf. Zwischen 2017 und 2021 lehrte Curtis als Lehrstuhlinhaberin für Medienkulturwissenschaft an der Universität Freiburg. Seit September 2021 ist sie Inhaberin des Lehrstuhls für Medienkulturwissenschaft an der Universität Düsseldorf.